# Geymonat (azienda)
La Geymonat S.p.A. è una azienda che opera nel settore industriale chimico e farmaceutico con la produzione e la distribuzione di farmaci. È stata fondata nel 1928 a Torre Pellice.

## Storia
La società ha sede legale  in Provincia di Frosinone, ad Anagni in via S. Anna 2.
Negli anni '80 in questo stabilimento è iniziata la produzione di farmaci, prodotti da banco (OTC) e prodotti di dermocosmesi (creme antirughe, trattamenti anticellulite ed altri).

## Controversie
Nel settembre 2013 l'Agenzia italiana del farmaco ha emesso un provvedimento cautelativo volto a fermare la commercializzazione di nove farmaci (tra cui un medicinale anti-ulcera, per il trattamento di anemie e prodotti per infezioni della cute) nel sospetto che non contenessero il principio attivo indicato sulla confezione.